# Георги Кондолов
Желязко Димитров Кондолов, повече известен като Георги Кондолов, е български революционер, войвода на Вътрешната македоно-одринска революционна организация, водач на Преображенското въстание. Използва псевдоними като Дедо Жельо, Капитан Жесиен Воло, Караман бей войвода.

## Животопис

### Ранни години
Роден е през 1858 година в село Велика, Малкотърновско. Рожденото му име е Желязко, но е прекръстен по-късно на Георги. Заради това е наричан Дядо Желю. Георги Кондолов произхожда от многодетно бедно семейство. Още от детските си години напуска дома си и е принуден да изкарва прехраната си като дърводелски чирак в Цариград. След Освобождението на България напуска Цариград и се установява на местоживеене в Хасково, където се запознава с Христо Арнаудов, братовчед на бъдещата му съпруга Донка, с когото откриват самостоятелна дърводелска работилница.
Участва като доброволец срещу въстаналото помашко население в Родопите, в качеството си на войвода в отряда на Козлуджански отдел на 1-ва Еникьойска чета, където е награден с бронзов медал от княз Александър Батенберг. През 1898 г., няколко години след женитбата си за Донка Хубенова, Кондолов заедно със семейството си се преселва в град Бургас. Открива работилница и работи по занаята си. Запознава се със свои съидейници и се включва в Македонското дружество „Пирин планина“. Впоследствие заедно с Георги Минков, Григор Дяков, Стоян Петров, Иван Златарев и други основава на 15 декември 1896 година клон на тракийското дружество „Странджа“. Участва и на 1-вия Учредителен конгрес на одринските дружества в България, проведен на 19 февруари 1897 година. След конгреса Петко войвода, Георги Кондолов, Стоян Петров и други създават таен революционен комитет с ръководител Петко войвода, като помощен орган към Централното дружество във Варна, който има за задача да подпомага организирането и изпращането на въоръжени чети в Тракия. В 1900 година заедно с Георги Минков е делегат на Бургаското македоно-одринско дружество на Седмия македонски конгрес, а в 1901 година – на Осмия македоно-одрински конгрес.

### Начало на въоръжената борба в Тракия
През 1899 година става ръководител на македоно-одрински комитет, а в началото на 1901 г. в село Аланкайряк (днес Ясна поляна) формира агитационно-пропагандна чета от 10 души, която е предназначена да действа в района на Странджа планина. Междувременно се запознава с Гоце Делчев, който му гласува голямо доверие. Четата на Кондолов навлиза в района и обикаля селата Маглавит, Паспалово и Мокрешево, където се свързва с местните революционни комитети. Бягайки от турски аскер, четата достига родното село на Георги Кондолов. Четата отново е разкрита в района на Стоилово и Сърмашик, като след това се изтегля в България. Въпреки допуснатите грешки, поради неопитност и неспазване на революционната конспирация, първата чета на Кондолов изиграва важна роля за повдигане духа на населението в района на Странджа. Кондолов успява да привлече и посвети на делото значителен брой патриотично настроени българи в много малкотърновски села.
С втората чета Кондолов навлиза в Малкотърновско на 24 май 1902 г. През октомври заболява и временно напуска четата, като заминава на лечение в Бургас. След като възстановява здравето си, през месец ноември, Георги Кондолов отново застава начело на четата и обикаля селата Паспалово, Мокрешево, Карадере, Дерекьой, Пирок. В Чаглаик се среща с Лазар Маджаров, с когото уточняват канала за пренасяне на оръжие от Казъклисе – Горна Канара – Долна Канара – Таштепе – Ковчаз – Пирок. С втората си чета Кондолов постига значително по-големи резултати. Проведени са организационни мероприятия за укрепване на селските комитети. Изградени са смъртни дружини. Отделено е внимание на бойната подготовка на местното население. Четата допринася за заздравяване и разрастване на революционното движение в Малкотърновски район.
Третата чета на Кондолов, сформирана на 18 май 1903 г., обхваща южната част на Малкотърновски революционен район и отделни села от Лозенградско – Курудере, Дерекьово, Чаглаик и Пирок. Този път усилията на четата са насочени преди всичко към въоръжаване на населението и повишаване на неговата бойна подготовка, с оглед на предстоящото въстание. С третата чета, Георги Кондолов остава в Малкотърновско до обявяването на Преображенското въстание и с нея той пристига на конгреса на Петрова нива. Впоследствие четата образува бойното ядро на въоръжения отряд, начело на който Кондолов взема участие във въстанието.

### Илинденско-Преображенско въстание
Георги Кондолов освен като войвода на чета на 12-и Паспаловски район, е определен и за началник на въстаническите сили. За провеждане бойните действия в паспаловски участък, съгласно предварително съставен план, четата, която се състои от около 200 души е разделена на 3 отряда. Отрядът под личното командване на войводата Георги Кондолов, в който влизат Паспаловската и Мокрошевската смъртни дружини, състоящ се от 97 души има за задача да унищожи турския гарнизон в Паспалово. В навечерието на въстанието отрядът е разположен в района на височината Радославовци.
На 5 август напуска изходния си район и започва придвижване към селото. Осигурителната бойна група обкръжава селото, а ударната, където се намира войводата, към полунощ трябва да започне атаката. Успоредно с тази акция войводата Дико Джелебов започва настъплението в село Стоилово. Георги Кондолов повежда четниците си към турската казарма. Войводата е ранен при опит да обходи турските сили откъм къщата на гърка Аристиди Ганозлията. Предварително там се скриват турски войници и изчакват революционерите. Четникът Серафим Стоянов изтегля войводата от полесражението на закрито място. Страдайки от непосилни болки Георги Кондолов моли четниците си да го убият с личната му пушка и да го избавят от мъките. Посочва Йосиф Македончето за свой заместник, а след жребий Димитър Желязков – Македончето застрелва войводата.
Погребан е тържествено на следващия ден от четниците си и населението от околните села. На 5 септември 1925 г. бойните другари на войводата Лефтер Мечев, Георги Чепов, Георги Ганчев, Тодор Петков и Димитър Арнаудов пренасят нелегално костите му в Малко Търново в съндъче. На него изписват „Делото е свято. Проклети ще бъдете, ако не продължите борбата“, които са последните думи на Кондолов преди да издъхне. По-късно костите му са преместени на Петрова нива.

### Признателност
На 22 май 1950 година село Мързова е прекръстено на Кондолово в памет на войводата Георги Кондолов. На негово име са кръстени още улици, училища, читалища и други. Кондолов връх в Антарктика е наименуван на него.
В Малко Търново се намира паметник костница на Георги Кондолов и музейна сбирка, а в Националния военноисторически музей се пазят пелерина и пушка, принадлежали на Кондолов.
Ценни са и книгите на Иван Пандалеев Орманджиев „Приноси към историята на въстаническото движение в Одринско“ (1896 – 1903), I, и „Георги Кондоловъ и дейностьта му въ Страндженското въстание“ издадена в Бургас през 1927 година, съдържаща 5 портрета на войводата.
Народът възпява делата на Георги Кондолов и в песента „Кондолов, страшен комита“.